# Uchaud
Uchaud – miejscowość i gmina we Francji, w regionie Oksytania, w departamencie Gard.
Według danych na rok 1990 gminę zamieszkiwało 2699 osób, a gęstość zaludnienia wynosiła 307 osób/km² (wśród 1545 gmin Langwedocji-Roussillon Uchaud plasuje się na 143. miejscu pod względem liczby ludności, natomiast pod względem powierzchni na miejscu 813.).

## Współpraca
- Totana, Hiszpania
- Capannoli, Włochy
- Świdnica, Polska[1]